# A Gente Se Vê Lá
1. REDIRECIONAMENTO Discografia de Calcinha Preta